# Александровская площадь (Таганрог)
Александровская площадь — площадь в центре Таганрога, образована пересечением Александровской улицы и Лермонтовского переулка, сформировалась в начале XIX века. В центре площади находится воссозданный памятник Императору Александру I, который был демонтирован и переплавлен в 1932 году. Памятник окружают здания местного  отделения Государственного банка, таганрогской таможни и жилые дома. Площадь занимает территорию около 20 а.

## Ансамбль площади
Архитектурной доминантой Банковской площади первоначально был Александро-Невский Иерусалимский греческий мужской монастырь, основанный в 1814 году. Монастырская церковь была построена по проекту греческих архитекторов в византийском стиле с четырехколонным дорическим портиком под строгим фронтоном, фланкированным двумя мощными объёмами колоколен. 
В 1825 году в Таганроге скоропостижно скончался Александр I, его забальзамированное тело со 2 по 29 декабря было помещено в монастырь. В 1831 году по просьбам таганрожцев на площади перед монастырём был установлен памятник Александру I. Торжественное открытие состоялось 11 октября. После того как с памятника упал закрывавший его покров раздались залпы артиллерийских орудий. Всего прогремел 101 выстрел, причём военные суда, стоявшие в гавани отсалютовали 31 залпом. Заключительным этапом торжества явился парад войск таганрогского гарнизона, который после троекратного «Ура» и под звуки оркестра церемониальным маршем прошел у памятника. В 1837 году вокруг памятника установили чугунные тумбы и обнесли цепями. В 1855 году вокруг монумента был разбит сквер. 
На трёх других углах площади находились частные особняки. Позже на их месте в разное время были построены здания Городского Общественного банка (1863), таганрогского отделения Петербургского учётно-ссудного банка (1895) и биржевого общества (1910-е) В 1920-е годы монастырь был закрыт и снесён. 
В 1932 году памятник Александру I был демонтирован и отправлен на переплавку, а его пьедестал использовали для монумента «Борцам революции», установленного на старом городском кладбище. До этого скульптура долгое время стояла, закрытая ящиком из деревянных щитов. После демонтажа на месте памятника императору была обустроена могила участника гражданской войны Т. И. Дышлового, впоследствии захоронение было перенесено на кладбище, а сквер с кованными железными решётками ликвидирован. Остальные исторические здания сохранены по сей день. Двухэтажное кирпичное здание с угловыми ризалитами, украшенное рустованными пилястрами, карнизом и рельефным поясом, занимает таможня. Таганрогское отделение Государственного банка находится в здании напротив. Его антаблемент коринфского архитектурного ордера с зубчатым карнизом опирается на четыре колонны. Оконные проёмы украшены прямыми сандриками. В здании по соседству разместилось отделение таганрогской налоговой полиции. В 1998 году, к 300-летию Таганрога, памятник императору с небольшими изменениями был восстановлен и возвращён на историческое место.

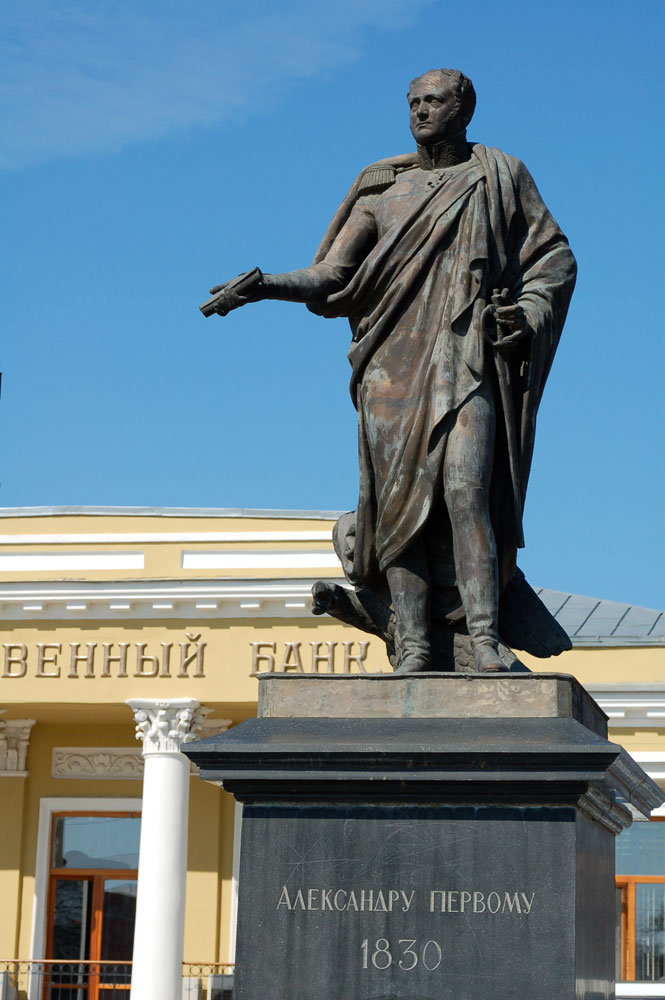
Памятник Александру I
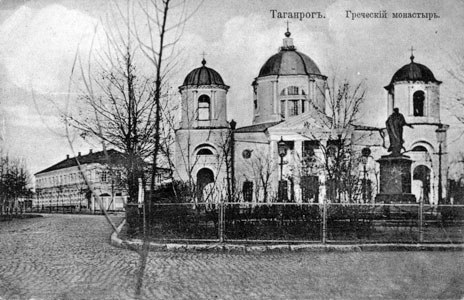
Вид на площадь и монастырь
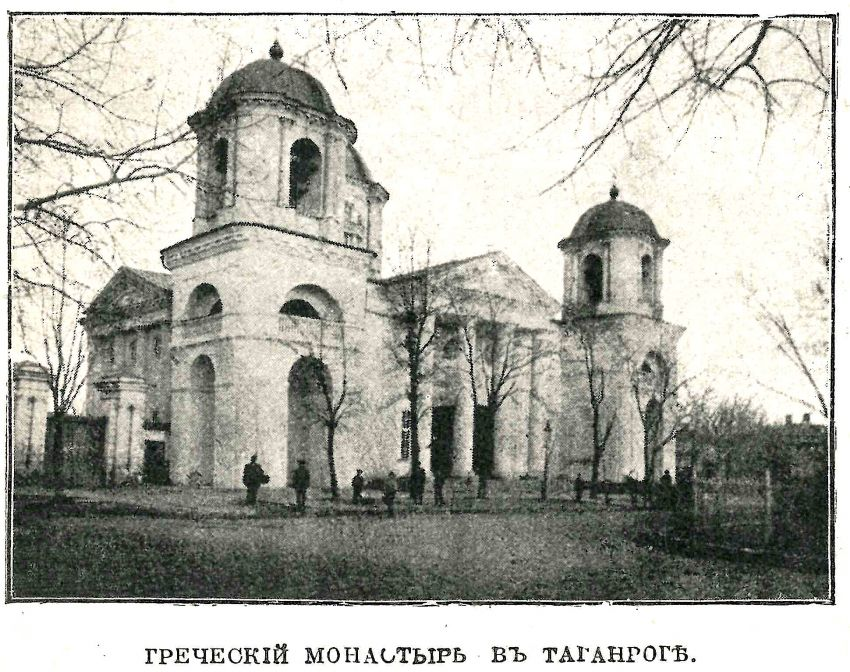
Александро-Невский греческий монастырь
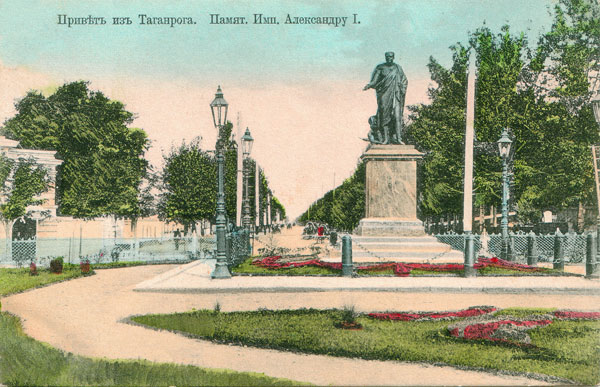
Памятник Александру I на Банковской площади на дореволюционной открытке